# جيسي شيل
جيسي شيل (بالإنجليزية: Jesse Schell)‏ هو عالم حاسوب وأستاذ جامعي ومطور برمجيات أمريكي، ولد في 13 يونيو 1970.